# Tartarocreagris amblyopa
Tartarocreagris amblyopa är en spindeldjursart som beskrevs av William B. Muchmore 200. Tartarocreagris amblyopa ingår i släktet Tartarocreagris och familjen helplåtklokrypare. Inga underarter finns listade i Catalogue of Life.